# Swayambhu

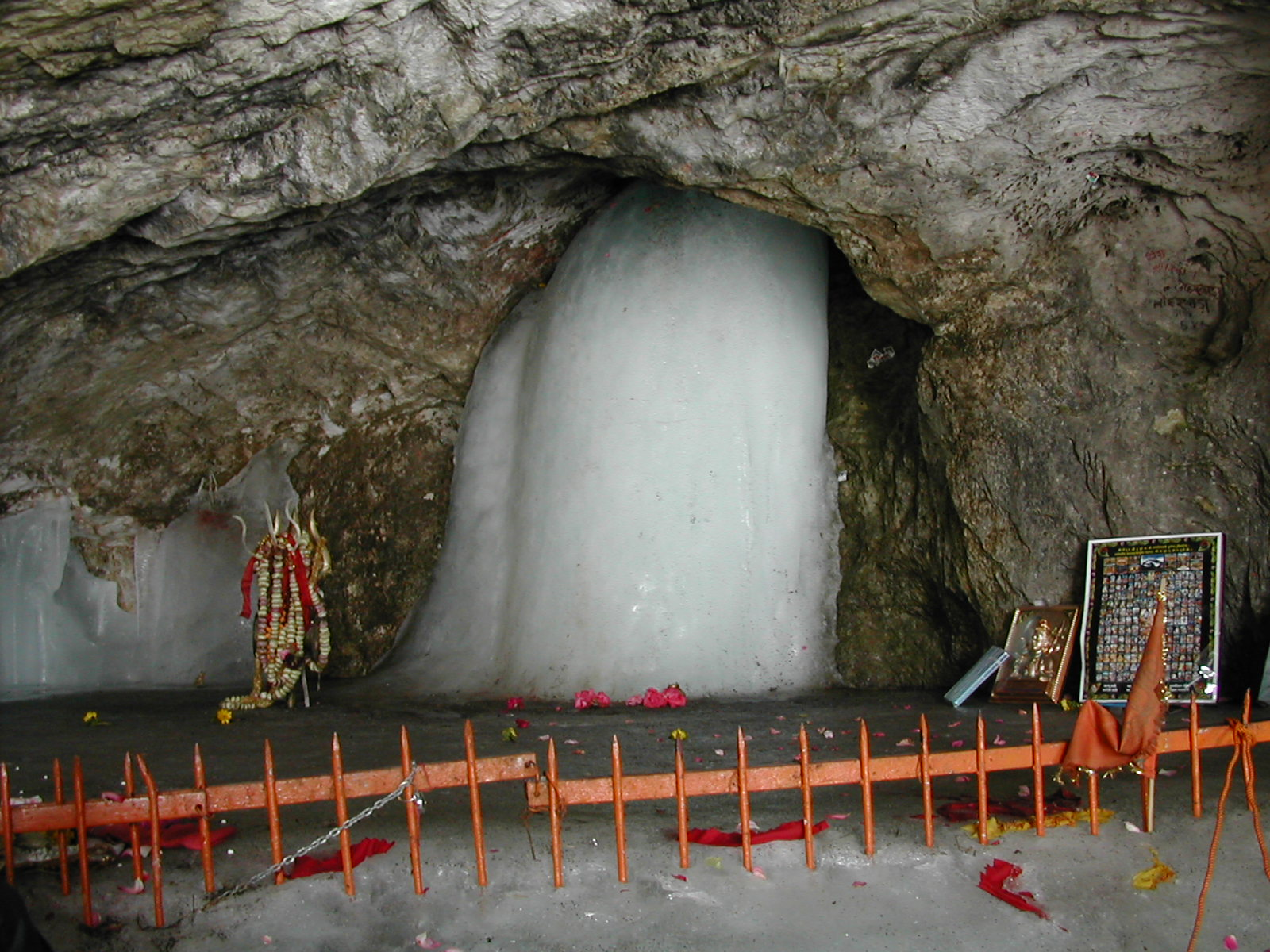
Der Eis-Lingam in der Amarnath-Höhle im nordindischen Unionsterritorium Jammu und Kashmir im Himalaya-Gebirge gilt vielen Hindus als Prototyp der Selbsterschaffung

Das Sanskrit-Wort Swayambhu (स्वयम्भू) ist aus den Teilen svayam (स्वयम् = „selbst“) und bhu (भू = „geboren“ oder „entstanden“) zusammengesetzt und  bedeutet so viel wie „aus sich selbst heraus erschaffen“. Swayambhu-Kultbilder gelten als besonders mächtig und werden von gläubigen Hindus entsprechend gerne aufgesucht.

## Mythos
Einige Textstellen im Ramayana und im Matsya-Purana bezeichnen den Hindu-Gott Vishnu als swayambhu. Diese Eigenschaft wurde auch auf einige wenige Kultbilder übertragen und betrifft in hohem Maße Vishnus Erscheinungsform Venkateswara (manchmal auch Balaji genannt). Aber auch die dem shivaitischen Glaubenskreis angehörenden Jyotirlingas gelten als swayambhu; darüber hinaus verfügen auch einige Ganesha-Statuen Südindiens über diese Eigenschaft. Der Schöpfergott Brahma gilt ebenfalls als „der aus sich selbst Existierende“, obwohl er nach Überzeugung vieler Hindus auf einer Lotosblüte saß, die aus dem Bauchnabel des schlafenden Vishnu-Narayana entstanden ist.

## Kultstätten

### Vishnu-Tempel
- Venkateswara-Tempel, Tirumala, Andhra Pradesh
- weitere Venkateswara-Tempel in der englischen WP

### Shiva Tempel
- Thiruvairoor Sree Mahadeva Tempel, Chunakkara, Kerala
- Lord Navanepattayya Swamy Temple, Aspari, Andhra Pradesh
- Nalhas Mandir, Rajpura, Punjab
- Keesaragutta Tempel, Hyderabad, Telangana

### Ganesha Tempel
- Swayambhu Sri Abhista Gnana Ganapathi Tempel, Kurnool, Andhra Pradesh
- Siddi Vinayaka Temple, Hattiangadi, Karnataka

### Buddhismus
- Swayambhunath-Stupa, Kathmandu, Nepal